# Driestrepige palmroller
De driestrepige palmroller (Arctogalidia trivirgata)  is een zoogdier uit de familie van de civetkatachtigen (Viverridae). Het is de enige soort van het geslacht Arctogalidia. 
De wetenschappelijke naam van de soort werd voor het eerst geldig gepubliceerd door Gray in 1832. Hij baseerde de eerste wetenschappelijke beschrijving op een zoölogisch specimen van de Molukken in de collectie van het Rijksmuseum van Natuurlijke Historie in Leiden. De driestrepige palmroller is zwartgrijs, heeft zwarte poten en drie zwarte strepen in de lengte over de rug.
Het monotypische geslacht Arctogalidia betekent beer-wezel (Oudgrieks arkto-: ‘beer’ + galidia ‘kleine wezel’). De soortaanduiding trivirgata betekent ‘drie-gestreept’ in het Latijn.

## Voorkomen
De soort komt voor in Bangladesh, Birma, Brunei, Cambodja, China, India, Indonesië, Laos, Maleisië, Singapore, Thailand en Vietnam.